# Mizuki Ando
Mizuki Ando (安藤 瑞季 Ando Mizuki?, nacido el 19 de julio de 1999 en Oita) es un futbolista japonés que se desempeña como delantero en el FC Machida Zelvia de la J2 League.

## Trayectoria

### Clubes
| Club                       | País  | Año         |
| -------------------------- | ----- | ----------- |
| Cerezo Osaka               | Japón | 2018 - 2021 |
| Cerezo Osaka sub-23        | Japón | 2018 - 2021 |
| FC Machida Zelvia (cedido) | Japón | 2020        |

## Estadística de carrera

### J. League
| Club                | Año   | J. League | J. League | Copa J. League | Copa J. League | Total | Total |
| Club                | Año   | Part.     | Goles     | Part.          | Goles          | Part. | Goles |
| ------------------- | ----- | --------- | --------- | -------------- | -------------- | ----- | ----- |
| Cerezo Osaka        | 2018  | 1         | 0         | 0              | 0              | 1     | 0     |
| Cerezo Osaka sub-23 | 2018  | 15        | 1         | -              | -              | 15    | 1     |
| Total               | Total | 16        | 1         | 0              | 0              | 16    | 1     |